# Long Road Out of Eden
Long Road Out of Eden är den amerikanska gruppen Eagles sjunde studioalbum, utgivet 2007. Albumet spelades in 2001-2007 och är det första studioalbumet från gruppen sedan The Long Run från 1979.

## Låtlista

### Skiva ett
1. "No More Walks in the Wood" (Don Henley/Steuart Smith/John Hollander) - 2:00
2. "How Long" (J.D. Souther) - 3:15
3. "Busy Being Fabulous" (Don Henley/Glenn Frey) - 4:20
4. "What Do I Do With My Heart" (Glenn Frey/Don Henley) - 3:54
5. "Guilty of the Crime" (Frankie Miller/Jerry Lynn Williams) - 3:43
6. "I Don't Want To Hear Anymore" (Paul Carrack) - 4:21
7. "Waiting in the Weeds" (Don Henley/Steuart Smith) - 7:46
8. "No More Cloudy Days" (Glenn Frey) - 3:50
9. "Fast Company" (Don Henley/Glenn Frey) - 3:59
10. "Do Something" (Don Henley/Timothy B. Schmit/Steuart Smith) - 5:09
11. "You Are Not Alone" (Glenn Frey) - 2:24

### Skiva två
1. "Long Road out of Eden" (Don Henley/Glenn Frey/Timothy B. Schmit) - 10:17
2. "I Dreamed There Was No War" (Glenn Frey) - 1:38
3. "Somebody" (Jack Tempchin/John Brannen) - 4:09
4. "Frail Grasp on the Big Picture" (Don Henley/Glenn Frey) - 5:46
5. "Last Good Time in Town" (Joe Walsh/J.D. Souther) - 7:07
6. "I Love To Watch a Woman Dance" (Larry John McNally) - 3:16
7. "Business as Usual" (Don Henley/Steuart Smith) - 5:31
8. "Center of the Universe" (Don Henley/Glenn Frey/Steuart Smith) - 3:42
9. "It's Your World Now" (Glenn Frey/Jack Tempchin) - 4:22